# Peter Fechter
Peter Fechter, född den 14 januari 1944 i Berlin, död den 17 augusti 1962 i dåvarande Östberlin, var en östtysk murarelärling som sköts till döds under ett rymningsförsök till väst över Berlinmuren av östtyska gränsvakter den 17 augusti 1962. Hans död fick mycket stor uppmärksamhet i västerländsk media och har förblivit en av de mest kända dödsskjutningarna under Berlinmurens existens. Det är dock en missuppfattning att han skulle vara den förste att skjutas till döds under ett flyktförsök över Berlinmuren, vilket ibland har hävdats.

## Flyktförsöket
Peter Fechter var murarlärling på en byggfirma i Östberlin när Berlinmuren började byggas den 13 augusti 1961. Han hade, i likhet med nästan alla andra berlinbor, släkt och vänner på "fel sida" av muren och ville därför inte stanna kvar i öst. Kort efter murens uppförande började han och en vän, Helmut Kulbiek, planera att fly över till väst. Ungefär ett år efter att muren byggdes, den 17 augusti 1962, satte de två sina flyktplaner i verket. Planen gick ut på att gömma sig i ett snickeri på Zimmerstraße som låg precis intill muren, observera gränsvakterna och invänta en vaktavlösning. Därefter skulle de ta sig in i en byggnad som låg intill den så kallade "dödsremsan" (det ingenmansland före själva muren) och som då skulle vara obevakad, hoppa ut igenom ett av byggnadens fönster ut i "dödsremsan", rusa fram till den då två meter höga muren den och klättra över den för att på så sätt ta sig in i den västliga stadsdelen Kreuzberg. Planen lyckades nästan, de båda lyckades nå muren när vakterna upptäckte dem och började skjuta mot dem. Kulbeik lyckades ta sig över muren men Fechter träffades av flera skott i ryggen, höften och buken och sjönk svårt skottskadad ner på marken där han blev liggande på den östliga sidan av muren. Från väst försökte man kasta över förband till honom, men förgäves. Han förblödde sakta på platsen och avled efter en knapp timme. På grund av flera missförstånd i kommunikationen på den östtyska sidan ingrep ingen av gränsvakterna för att försöka rädda hans liv och först efter över en timme fördes hans då livlösa kropp bort av gränsvakterna. Vid det laget var media på plats och Peter Fechters döda kropp bars bort inför ögonen på västvärldens TV-kameror.

## Efterspel
Peter Fechters död hamnade på förstasidorna hos tidningarna i väst följande dag och reaktionerna från allmänheten blev omfattande. En rad av protester och demonstrationer över hela västvärlden och gränsvakternas agerande fördömdes av västmakterna, även USA fick utstå hård kritik för sitt passiva agerande. Värst var det i Västberlin där så många som 5 000 personer under dagarna efter Fechters död demonstrerade längs muren. Demonstranterna kastade sten på de östtyska gränsbefästningarna och på sovjetiska militärfordon, även amerikanska soldater vid Checkpoint Charlie attackerades.
Peter Fechters död blev en svår propagandaförlust för Östtyskland och för hela östblocket i väst. I Östtyskland däremot hyllades de gränsvakter som öppnat eld mot Fechter som hjältar av regimen.

## Rättegång
Enligt den östtyska säkerhetspolisen Stasis utredning om flyktförsöket,  som blev offentlig efter Östtysklands sammanbrott 1990, öppnade fyra gränsvakter eld mot Peter Fechter. I mars 1997 ställdes tre av dem: Rolf Friedrich, Erich Schreiber och Siegfried Buske inför rätta i tysk domstol åtalade för mordet på Peter Fechter. Den fjärde skytten, Wolfgang Schönert, hade avlidit vid tiden för rättegången. Både Friedrich och Schreiber erkände att de skjutit mot Fechter med avsikt att döda men hävdade att de inte visste vem som avlossade det dödande skottet. De båda dömdes till 20 respektive 21 månaders villkorlig dom, Buske frikändes. Domarna blev förhållandevis milda eftersom domstolen inte kunde bevisa vem av de fyra som avlossat det dödande skottet.

## Minnesmärken

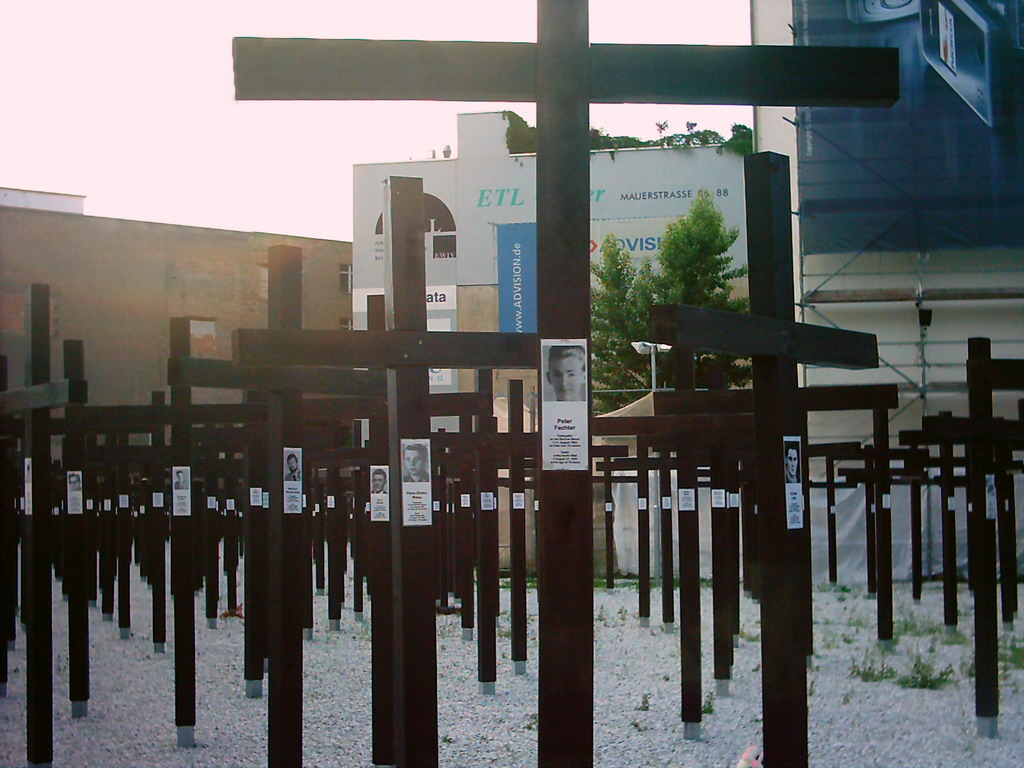
Peter Fechters minneskors vid Checkpoint Charlie

Det finns idag ett flertal minnesmärken över Peter Fechter i Berlin idag, dessa kan bland annat ses vid Brandenburger tor och vid Checkpoint Charlie.